# Modła (przystanek kolejowy)
Modła – przystanek osobowy (kolejowy), wcześniej stacja, zlokalizowana na linii nr 275 pomiędzy Rokitkami a Wierzbową Śląską, w znacznej odległości od zabudowań wioski Modła (2,2 km), w Polsce, w województwie dolnośląskim, pow. bolesławiecki, gmina Gromadka.

## Ruch pasażerski
| Rok  | Wymiana pasażerska na dobę |
| ---- | -------------------------- |
| 2017 | 20-49                      |
| 2022 | 10-19                      |